# Milford (Wisconsin)
Milford es un pueblo ubicado en el condado de Jefferson en el estado estadounidense de Wisconsin. En el Censo de 2010 tenía una población de 1.099 habitantes y una densidad poblacional de 12,08 personas por km².

## Geografía
Milford se encuentra ubicado en las coordenadas 43°8′00″N 88°49′40″O / 43.13333, -88.82778. Según la Oficina del Censo de los Estados Unidos, Milford tiene una superficie total de 90.97 km², de la cual 87.98 km² corresponden a tierra firme y (3.28%) 2.99 km² es agua.

## Demografía
Según el censo de 2010, había 1.099 personas residiendo en Milford. La densidad de población era de 12,08 hab./km². De los 1.099 habitantes, Milford estaba compuesto por el 95.91% blancos, el 0.45% eran afroamericanos, el 0.18% eran amerindios, el 0.45% eran asiáticos, el 0.18% eran isleños del Pacífico, el 0.91% eran de otras razas y el 1.91% pertenecían a dos o más razas. Del total de la población el 2.27% eran hispanos o latinos de cualquier raza.